# منتخب سانت فينسنت والغرينادين لكرة السلة
منتخب سانت فينسنت والغرينادين لكرة السلة هو ممثل سانت فينسنت والغرينادين الرسمي في المنافسات الدولية في كرة السلة.